# Il terrore dei mari
Il terrore dei mari è un film del 1961 diretto da Domenico Paolella.

## Trama
Nel XVII secolo, un villaggio fu rifugio di diversi bucanieri francesi. Un giorno, gli spagnoli al comando di Guzmán, attaccarono il villaggio uccidendo tutti. Due giovani fratelli erano assenti per giocare lontano dai loro genitori; al loro ritorno a casa, scoprono la carneficina e giurarono vendetta. Diventati adulti, hanno reso il loro nome temuto dai coloni spagnoli di Maracaïbo. Tuttavia, la gelosia per una donna li ha messi l'uno dall'altro, ed alla fine un fratello è morto, il fratello sopravvissuto sarebbe stato felice con la donna che amava.